# Slag bij Lemberg
De Slag bij Lemberg, nu Lviv in Oekraïne, was een grote veldslag uit de Eerste Wereldoorlog aan het oostfront tussen het Russische Rijk en Oostenrijk-Hongarije in de Oostenrijkse provincie Galicië. De slag vond plaats van 23 augustus 1914 tot 11 september 1914. De slag eindigde met de inname van Lemberg door de Russen.

## Achtergrond
Met het Russische verlies in Oost-Pruisen besloot de Oostenrijkse-Hongaarse commandant Franz Graf Conrad von Hötzendorf een offensief uit te voeren in Galicië voordat de Russische troepen daar te ver in de meerderheid zouden zijn. Nikolaj Ivanov, de Russische commandant van het zuidwestfront, verwachtte al een aanval van Oostenrijk-Hongarije bij de vesting van Lemberg. Hij kwam met twee Russische legers vanuit het zuiden en twee andere zouden vanuit het noorden aanvallen.

## De slag
Het 1e Oostenrijkse-Hongaarse leger onder Viktor Dankl bewoog zich noordwaarts richting Brest om de spoorweg van Warschau naar Kiev af te snijden. Dankl viel aan en dreef het Russische 4e Leger van Baron Salza terug in wat later de Slag bij Krasnik zou heten. Rechts van Dankl dreef het 4e Oostenrijkse-Hongaarse leger het Russische 5e Leger terug onder Pavel Plehve.
Terwijl de Russen in het noorden werden teruggedreven, voerde de Oostenrijkse legergroep Kovess een gelijktijdige aanval uit tegen de linkervleugel van Ivanov en de Russen werden ook hier teruggedreven. Aan het zuidelijke front had Ivanov het derde Russische leger onder Nikolaj Roezski en het achtste Russische leger onder Aleksej Broesilov. Broesilov en Roezski sloegen terug en dreven de Oostenrijkse-Hongaarse legers ver terug. Het lukte de Oostenrijkse-Hongaarse legers niet om de Russische aanval te stoppen. Deze aanval werd bekend als de Slag bij Gnila Lipa.
Terwijl de volledige Kovessgroep zich terugtrok, liet Conrad troepen van het noordelijke front overplaatsen, hij geloofde dat de Russen daar voldoende waren verslagen. Dit was niet het geval en de Russen vormden nog wel degelijk een mogelijke bedreiging. Ivanov gaf het 5e Leger onder Plehve opdracht aan te vallen. Het Oostenrijks-Hongaarse leger werd teruggedreven terwijl ze troepen verplaatsten/overbrachten naar het zuiden. Deze aanval werd bekend als de Slag bij Rava Ruska. Het Oostenrijkse 2e Leger werd snel teruggeroepen uit Servië maar het was al te laat en het volledige Oostenrijkse front stortte in in Galicië en de Russen namen Lemberg in.

## Resultaat
Bij de terugtrekking van de Oostenrijkers gaven vele Slavische militairen uit het Oostenrijks-Hongaarse leger zich eenvoudigweg over, sommigen boden zelfs aan om voor de Russen te vechten. Er werden in totaal 130.000 krijgsgevangenen gemaakt door de Russen tot het einde van de slag (11 september), en er waren 300.000 slachtoffers gemaakt. De Russen hadden het front 160 kilometer opgeschoven de Karpaten in en de Oostenrijkse vesting van Przemyśl volledig ingesloten, de belegering van de stad duurde meer dan honderd dagen. De slag decimeerde het Oostenrijks-Hongaarse leger en een groot gedeelte van zijn opgeleide officieren sneuvelde. Oostenrijk-Hongarije raakte in Galicië al vroeg in de oorlog sterk verzwakt. Uiteindelijk werden de Russen in hetzelfde jaar door de Duitsers verslagen bij Tannenberg, door de overwinning bij Lemberg ging dit verlies bij Tannenberg niet zwaar wegen bij de Russische publieke opinie.
Stallupönen · Gumbinnen · Tannenberg · Lemberg · Kraśnik · 1e Mazurische Meren · Przemyśl · Wisła · Łódź · Karpaten · Bolimov · 2e Mazurische Meren · Gorlice-Tarnówoffensief · Grote Russische terugtrekking · Narotsjoffensief · Švenčionysoffensief · Broesilovoffensief · Kerenskioffensief · Operatie Albion · Operatie Faustschlag